# Národní řád Simóna Bolívara
Národní řád Simóna Bolívara (španělsky Orden Nacional Simón Bolivar) je státní vyznamenání Bolivijské republiky založené roku 1986.

## Historie a pravidla udílení
Řád byl založen dne 24. července 1986. Udílen je občanům republiky i cizím státní příslušníkům za jejich významný přínos k rozvoji Bolívie.

## Třídy
Řád je udílen ve třech třídách:
- velkokříž – Řádový odznak se nosí na široké stuze spadající z ramene na protilehlý bok. Řádová hvězda se nosí nalevo na hrudi.
- komtur – Řádový odznak se nosí na stuze kolem krku.
- důstojník – Řádový odznak se nosí na stužce s rozetou nalevo na hrudi.

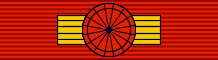
velkokříž
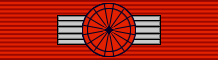
komtur
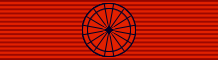
důstojník

## Insignie
Řádový odznak má tvar zlatého pěticípého kříže pokrytého červeným smaltem. Ramena kříže jsou zakončeny dvěma hroty se zlatými kuličkami na špičkách. Kříž je položen na zeleně smaltovaném věnci. Uprostřed je kulatý medailon s podobiznou Simóna Bolívara. Ke stuze je připojen pomocí přechodového prvku v podobě zeleně smaltovaného vavřínového věnce.
Řádová hvězda má tvar stříbrné osmicípé hvězdy s přímými cípy. Mezi hlavními paprsky jsou umístěny další dva špičaté menší paprsky. Uprostřed hvězdy je oválný medailon s podobiznou Simóna Bolívara.
Stuha z hedvábného moaré je červená.